# 지미 키멀 라이브!

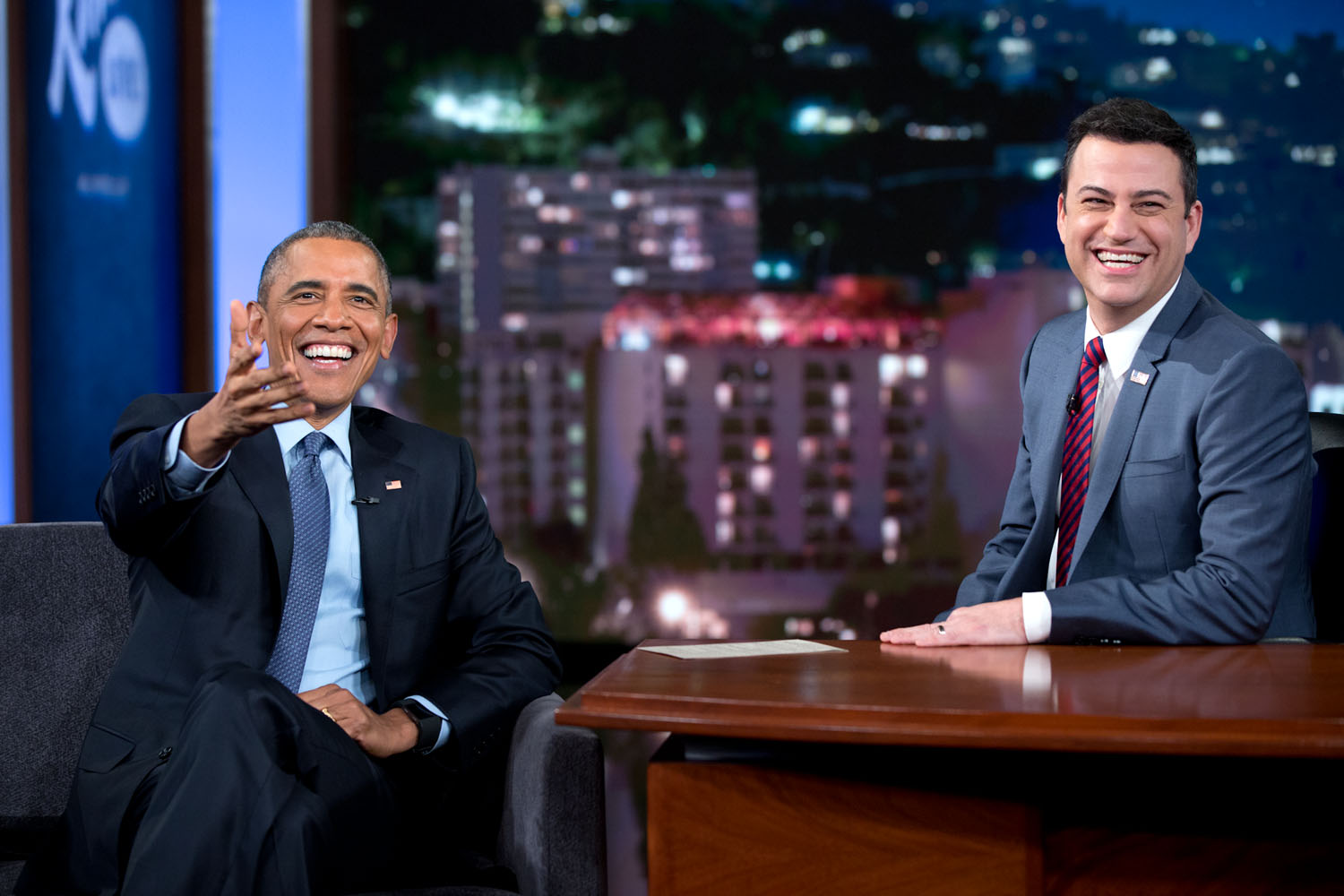

《지미 키멀 라이브!》(영어: Jimmy Kimmel Live!)는 지미 키멀이 진행하는 미국의 텔레비전 심야 토크쇼로, 2003년 1월 26일부터 현재까지 ABC에서 방송되고 있다. 첫 10년 간은 동부 표준시와 태평양 표준시 새벽 12시 5분에 방영되었으나 2013년 1월 8일 오후 11시 35분으로 자리를 옮겼다.
토머스 제인이 초대 손님으로 출연했을 때 실시간 욕설 소음 검열에 실패한 뒤 2004년 4월 23일부터는 제목과 상반되게도 생방송으로 진행되지 않고 있으며 방송 당일 태평양 표준시 오후 4시 30분(동부 표준시 오후 7시 30분)에 미리 녹화한다.

## 사건 사고

### 2013년 중국 모욕 발언
2013년 10월 16일에 중국인을 모두 죽이자는 발언이 방송되면서 논란이 된 바 있다. 당시 방송에서 지미 키멀은 "미국이 중국에 진 빚을 어떻게 해결해야 할까?"라고 물었는데 한 아이가 "대포를 쏴서 중국인을 몽땅 죽여요."라고 발언한 것이 방송에 나가면서 중국계 미국인들의 항의 시위가 이어졌고, ABC 측에서 사과하고 문제의 영상을 삭제하였다.